# Croton scheffleri
Espèce
Croton scheffleri est une espèce de plantes à fleurs du genre Croton et de la famille des Euphorbiaceae, présente au Kenya, en Tanzanie, en Zambie et au Malawi.